# Sarraïns
Els sarraïns o saraquens (saraceni, Σαρακηνοί) foren una tribu d'àrabs de la part occidental d'Aràbia o del Sinaí, veïns dels nabateus. Correspondrien als madianites bíblics.

## Origen
El seu nom derivaria de l'àrab sharaka (fruita de l'horta). El nom es va usar a l'alta edat mitjana com an equivalent a àrab i finalment com equivalent a musulmà. Més tard, els súbdits de l'imperi que parlaven grec estengueren la paraula saraquens a tots els àrabs. Després de l'aparició de l'islam i, especialment, en l'època de les croades, el seu ús s'estengué a tots els musulmans -particularment als que envaïren Sicília i el sud de la península Itàlica.
Sarraí té un origen negatiu. Es tracta d'un mot molt antic, propi de la llengua aramea, que es donava als habitants del desert. Precisament per això va ser el nom donat a la tribu àrab nòmada dels Banû Sarrâj, que solia dedicar-se al pillatge de les caravanes que travessaven el territori del Sinaí i el terme encara avui és entès com a sinònim de lladre.

## Ús
En la cronologia antiga occidental, el terme "Imperi Sarraí" fou moltes vegades usat per referir-se al primer califat àrab, governat per les dinasties omeia i abbàssida. En els texts cristians contra l'islamisme, el nom saraquens passà a tenir un significat alternatiu, basat en una probablement falsa etimologia, o sia "sens Sara" (Sara sine en llatí), al·ludint a l'episodi bíblic de la rivalitat entre Agar (mare d'Ismael, tradicionalment considerat l'ascendent primordial dels àrabs) i Sara (que engendrà, segons la tradició bíblica, els hebreus).
Sarraïns, genèricament, és el nom amb què la cristiandat anomenà als àrabs, que s'expansionaren per tot el nord d'Àfrica, l'Orient Mitjà, l'Àsia Menor i gran part de la península Ibèrica durant l'edat mitjana. La força central d'aquesta expansió fou la religió islàmica, establerta pel profeta Mahoma en les primeres dècades del segle vii. En rigor, aquesta enorme conquesta fou la continuació de la gihad (guerra santa), declarada pel profeta. La paraula sarraí va ser introduïda a l'edat mitjana per l'església cristiana per a desprestigiar als àrabs i mossàrabs d'Al-Andalús.